# Іван Дорошенко
Іван Дорошенко (нар.? — пом. 1712) — український державний діяч часів гетьманщини, сотник сосницький.

## Життєпис
Походив з українського шляхетського, козацького-старшинського роду Дорошенків. Син наказного гетьмана Андрія Дорошенка від його першої дружини з роду Гамалій.
Замолоду долучився до військової справи, діяв під орудою свого батька. У 1691 році отримав від свого батька уряд сосницького сотника. Обіймав посадудо 1694 року. Після цього призначається значним військовим товаришем. У 1699 році вдруге стає сосницьким сотником.
У 1708 році підтримав гетьмана Івану Мазепи, в результаті частину його володінь у Сосниці, а саме хутір і млини під с. Козляничі, а також село Чорнотичі, новообраний гетьман Іван Скоропадський 11 грудня того ж року надав отаману сосницькому Семену Омельяненку. У 1709 році перейшов на бік Скоропадського і імператора Петра I, проте не зміг відновити права на втрачені землі. Помер напочатку 1712 року.

## Майно
Володів Купчичами і Ляшківцями, мав рудню поблизу с. Рудки.

## Родина
Дружина — Анастасія, донька Івана Мокрієвича, полкового судді чернігівського
Діти:
- Олена, дружина Василя Круглика, значкового товариша Чернігівського полку